# Chi-Chi
Chi-chi (チチ; Chichi, Chaozu) egy kitalált szereplő a Dragon Ball, Dragon Ball Z, Dragon Ball GT illetve Dragon Ball Super című anime sorozatokban. Nevét a japán "tej" szóból kapta (chi). Először a Dragon Ball 7. epizódjában, a "The Ox King on Fire Mountain" című részben jelenik meg. Ő a főszereplő, Son Goku felesége, valamint szerető édesanyja Son Gohannak és Son Gotennek.

## Története
Chi-chi és Goku gyerekként sokszor találkoztak. Goku egyszer megígérte neki, hogy feleségül veszi (bár akkor nem tudta, hogy ez mit jelent). Felnőttként a 23. harcművészeti világbajnokságon ismét találkoztak, de Goku nem ismerte fel ki ő. Emiatt nagyon dühös lett, és emlékeztette az ígéretére. Goku végül betartotta az ígéretét, és feleségül vette. Pár évvel később megszületett fiuk, Gohan, akit Son Goku egykori nagyapjáról neveztek el. Valamivel később a Földre megérkezett Raditz, aki elrabolta kis Gohant, és innen indul a Dragon Ball Z cselekménye...

## Jellemzői
Chi-chi gyerekként nagyon félénk volt, ám amikor felnőtt, a személyisége megváltozott. Alapvetően jó szándékú nőnek, de néha zsémbesnek és erőszakosnak ábrázolják. Nagyon szereti a családját, ez a sorozat alatt többször is megmutatkozott. (Például a Namek bolygóra is elment volna a fiát megmenteni; vagy amikor Gokut ápolta a vírusos szívbetegség idején.) Gohan tanulmányi eredményei nagyon fontosak számára, mivel ő azt szeretné, hogy a fia egy jól fizető állást kapjon. (Egyik részben még különtanárt is fogadott számára.) Gyakran veszekszik emiatt Gokuval, aki el akarja vinni Gohant edzeni vagy harcolni, bár a sorozat előrehaladtával lassan beletörődik ebbe; sőt Gotent már ő készíti fel a közelgő harcművészeti világbajnokságra. Harctudása felülmúlja egy átlagemberét, de a csillagharcosoktól jóval gyengébb.

## Fordítás
- Ez a szócikk részben vagy egészben  a   Chi-Chi (Dragon Ball) című angol Wikipédia-szócikk fordításán alapul.  Az eredeti cikk szerkesztőit annak laptörténete sorolja fel. Ez a jelzés csupán a megfogalmazás eredetét és a szerzői jogokat jelzi, nem szolgál a cikkben szereplő információk forrásmegjelöléseként.